# Rex Andrew Alarcón
Rex Andrew Alarcón y Clement (Daet, Camarines Norte, 6 de agosto de 1970) es un clérigo católico filipino. Desde 2024 se desempeña como arzobispo de Cáceres. Anteriormente, entre 2019 y 2024, fue obispo de Dáet.

## Biografía
Alarcón terminó sus estudios primarios en la Escuela Parroquial Naga. Luego terminó su educación secundaria y su título de filosofía en el Seminario Menor del Santo Rosario. Después de ser ordenado sacerdote el 9 de noviembre de 1996, obtuvo su licenciatura y maestría en teología en la Universidad de Santo Tomás.
Después de su ordenación, sirvió como vicario parroquial en la Catedral Metropolitana de San Juan Evangelista en Naga, y profesor-formador en el Seminario Menor del Santo Rosario hasta 1997.
De 1997 a 1999 se desempeñó como secretario del entonces arzobispo Leonardo Legaspi.
Entre 1999 y 2001 estudió en la Pontificia Universidad Gregoriana de Roma, donde obtuvo la licenciatura en historia de la Iglesia. A su regreso, fue nombrado profesor del Seminario Menor del Santo Rosario.
Desde 2002 es director del Programa de Corresponsabilidad de la Arquidiócesis de Cáceres (SPARC). En 2007, fue nombrado cuarto director de su alma mater, la Escuela Parroquial Naga. Al mismo tiempo, también se desempeñó como presidente de la Asociación Educativa Católica de Cáceres y Libmanan, así como de la Asociación de Escuelas Católicas de Bicol.
En 2013, el arzobispo Rolando Tirona lo nombró superintendente de las escuelas católicas de la arquidiócesis. También se desempeñó como miembro del Colegio de Consultores y portavoz de la arquidiócesis. Desde 2016 ha sido presidente de la Comisión Nacional de Defensa de la Asociación Educativa Católica de Filipinas.

### Obispo de Dáet
Después de 22 años como sacerdote de la Arquidiócesis de Cáceres, el 2 de enero de 2019, el Papa Francisco lo nombró como el cuarto obispo de la Diócesis de Dáet. Era el obispo más joven de Filipinas en el momento de su nombramiento. Fue ordenado obispo en la fiesta de San José, el 19 de marzo de 2019, en la Catedral Metropolitana de Naga. Alarcón fue instalado un día después en la Catedral de la Santísima Trinidad, y asistieron unas 2.000 personas.
En mayo de 2019, se unió al segundo grupo de obispos filipinos que fueron a Roma para una visita ad limina al Papa Francisco.

### Arzobispo de Cáceres
El 22 de febrero de 2024, festividad de la Cátedra de San Pedro, el papa Francisco nombró a Alarcón como quinto arzobispo de Cáceres, tras la dimisión de Rolando Tirona casi dos años después de haber alcanzado la edad de dimisión obligatoria de 75 años.Alarcon fue instalado en la Catedral Metropolitana de Naga el 2 de mayo de 2024. Recibió el palio arzobispal de manos del papa Francisco el 29 de junio, solemnidad de los santos Pedro y Pablo, en Roma.